# Codex Madrid (Leonardo da Vinci)

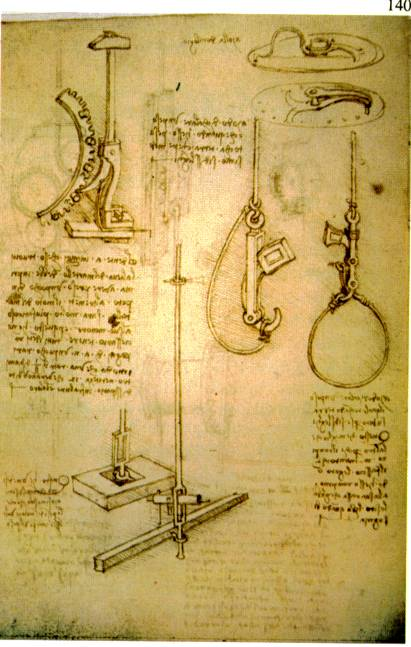
Entwurf eines sich selbsttätig öffnenden Kranhakens, Codex Madrid I

Der Codex Madrid ist eine gebundene Sammlung von Blättern mit Notizen, Skizzen und Zeichnungen des italienischen Renaissancekünstlers Leonardo da Vinci (1452–1519).

## Name
Den Namen Codex Madrid erhielt die Handschrift durch den Fundort, der Spanischen Nationalbibliothek (Biblioteca Nacional de España) in Madrid, in deren Bestand sich das Werk noch heute befindet.

## Geschichte
Die meisten Manuskripte und Zeichnungen Leonardo da Vincis wurden nach dessen Tod von seinem Schüler und Erben Francesco Melzi (um 1491/92 – um 1570) in seiner Villa bei Vaprio d’Adda verwahrt. Sein Sohn Orazio Melzi erbte die Unterlagen im Jahr 1570. Die Madrid-Kodizes, wie auch andere Handschriften von Leonardo da Vinci, wurden von Orazio Melzi um 1590 dem Bildhauer Pompeo Leoni (1533–1608) verkauft.
Der Weg der Bände in den Bestand der Biblioteca Nacional ist bisher noch ungeklärt. Obwohl seit dem 19. Jahrhundert bekannt war, dass sich die Kodizes in Madrid befanden, blieben sie dort bis Ende der 1960er Jahre unauffindbar.
Im Februar 1967 suchte der Romanistikprofessor Jules Piccus (1920–1997), Spezialist für frühspanische Literatur der University of Massachusetts, in der Biblioteca Nacional nach mittelalterlichen Balladen. Dabei stieß er auf zwei Bände mit Manuskripten, die er als Handschriften Leonardo da Vincis identifizierte. Die Fundstücke wurden Codex Madrid I und II genannt.

## Inhalt

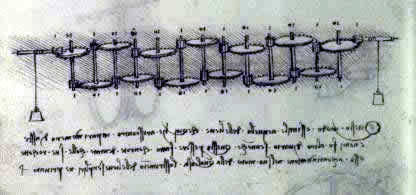
Entwurf eines Getriebes oder Detail einer Rechenmaschine

Das Werk besteht aus zwei Bänden (Codex Madrid I und II) mit insgesamt 349 Blättern im Format von etwa 15 cm × 21 cm. Das Manuskript Madrid I (192 Blätter) wird etwa auf den Zeitraum 1490 bis 1499 datiert, Madrid II (157 Blätter) auf etwa 1503 bis 1505. Leonardo verfasste den Text in der für ihn charakteristischen Spiegelschrift und versah ihn mit zahlreichen Zeichnungen und Skizzen.
Die Blätter beider Kodizes zeigen die große Bandbreite von Leonardos Interessen. Sie befassen sich mit Malerei, Geographie, Mechanik, Mathematik und Geometrie, Waffentechnik und Architektur, darunter der Entwurf einer Brücke zur Überquerung des Bosporus. Nach den Plänen da Vincis wurde im Jahr 2001 im norwegischen Ort Ås die Leonardo-da-Vinci-Brücke als Fußgängerbrücke errichtet.
Bei einer der Zeichnungen des Werkes handelt es sich offenbar um ein Getriebe. Der Ingenieur und da-Vinci-Experte Roberto Guatelli (1904–1993) verglich die Zeichnung mit einer ähnlichen Skizze im Manuskript Codex Atlanticus (Biblioteca Ambrosiana in Mailand). In einer umstrittenen Deutung vermutete er darin ein Konstruktionsdetail eines Zählwerks, die erste Rechenmaschine der Weltgeschichte.

## Zitate
„Lies mich, Leser, wenn ich dir Freude mache, denn sehr selten kehre ich zu dieser Welt zurück.“

### Ausgaben
- Leonardo da Vinci: Codices Madrid: Nationalbibliothek Madrid. 5 Bände. Bd. I: Codex Madrid I. Tratado de estatica y mechanica en italiano. Signatur: 8937 (Faksimileausgabe); Bd. II Codex Madrid II. Tratados de fortification estatica y geometria escrittos en italiano. Signatur 8936 (Faksimileausgabe); Bd. III: Kommentar von Ladislao Reti; Bd. IV: Codex Madrid I. Transkription und Übersetzung; Bd. V: Codex Madrid II. Transkription von Ladislao Reti und Übersetzung, S. Fischer, Frankfurt a. M. 1974. ISBN 3-10-742401-3
- Leonardo da Vinci: Codex Madrid I. 4 Bände. Bd. I: Maschinenbau und Maschinenelemente; Bd. II: Theorie der Mechanik, Außenblätter; Bd. III: Einführung, Statistik, Zeichentechnik, Bibliographie, Register; Bd. IV: Bearbeitetes Faksimile. Böhlau, Wien / Köln / Weimar 2018, ISBN 978-3-412-51206-4

### Sekundärliteratur
- Stefan Klein: Da Vincis Vermächtnis oder Wie Leonardo die Welt neu erfand. Frankfurt am Main: Fischer 2008. Fischer Taschenbuch. 2009. ISBN 978-3-596-17880-3
- Charles Nicholl: Leonardo da Vinci – Die Biographie. Frankfurt am Main; Fischer 2006. ISBN 978-3-10-052405-8
- Emma Dickens (Hrsg.): Das da Vinci Universum – Die Notizbücher des Leonardo. Berlin: Ullstein 2006. ISBN 3-548-36874-3, ab 2007: ISBN 978-3-548-36874-0
- Martin Kemp: Leonardo. München: Beck 2005. ISBN 978-3-406-53462-1.
- Jean Paul Richter (Hrsg.): The Notebooks of Leonardo da Vinci. 2 Bände, Dover Publications Inc., Dover 1970, Band 1: ISBN 0-486-22572-0, Band 2: ISBN 0-486-22573-9. Online-Version der Erstausgabe 1883 bei www.gutenberg.org, englisch.
- Carlo Pedretti: Leonardo da Vinci on Painting. University of California Press, Berkeley and Los Angeles 1964 (Digitalisat).
- Theodor Lücke (Hrsg.): Leonardo da Vinci: Tagebücher und Aufzeichnungen. 3. Aufl. Leipzig: List 1953.